# Zsolt Kriston
Zsolt Kriston (* 12. Februar 1961 in Miskolc) ist ein ungarischer Tischtennisspieler. In den 1980er Jahren nahm er an mehreren Europameisterschaften und Weltmeisterschaften sowie an den Olympischen Spielen 1988 teil.

## Werdegang
Zsolt Kriston wurde insgesamt zwölfmal ungarischer Meister, nämlich 1984, 1986 und 1987 im Einzel, 1980, 1981, 1983  1984, 1987 im Doppel sowie 1981, 1983, 1987 und 1988 im Mixed. Dazu kommen mehrere nationale Titel mit seinem ersten Verein Spartacus Budapest, mit dem er 1978/79 den Europapokal gewann.
Bei Welt- und Europameisterschaften war er am Gewinn einiger Medaillen der ungarischen Mannschaft beteiligt. 1982 wurde Ungarn europäischer Mannschaftsmeister. Silber gewann das Team bei der Weltmeisterschaft 1981, Bronze bei der WM 1983.
Bei den Olympischen Spielen 1988 in Seoul trat Zsolt Kriston im Doppelwettbewerb mit Tibor Klampár an. Dabei gewannen sie vier Spiele und verloren drei, verpassten so den Einzug in die Hauptrunde und landeten auf Platz 17.
In den 1990er Jahren war er in Österreich aktiv. Mit dem Team vom TTC Kuchl wurde er 1991 Staatsmeister, mit SV Schwechat spielte er 1994/95 in der europäischen Superliga.

## Spielergebnisse bei den Olympischen Spielen
- Olympische Spiele 1988 Doppel in Vorgruppe A mit Tibor Klampár[3]
  - Siege: Mourad Sta/Sofiane Ben Letaief (Tunesien), Kamlesh Mehta/Sujay Ghorpade (Indien), Liu Fuk Man/Chan Chi Ming (Hongkong), Yoshihito Miyazaki/Seiji Ono (Japan)
  - Niederlagen: Alan Cooke/Carl Prean (Großbritannien), Chen Longcan/Qingguang Wei (China), Erik Lindh/Jörgen Persson (Schweden)